# The Psychedelic World of the 13th Floor Elevators
The Psychedelic World of the 13th Floor Elevators — збірник пісень гурту The 13th Floor Elevators, піонерів стилю психоделічного року, який містить композиції 4-х альбомів The 13th Floor Elevators, записи живих виступів гурту і такі раритетні речі, як дві пісні складу The Spades (першого гурту Рокі Еріксона (англ. Rocky Erickson)
Назва гурту The 13th Floor Elevators (укр. Ліфти 13-го Поверху) — гра із забобонами деяких країн, в високоповерхівках яких нема 13-го поверху і фактом того, що число «13» символізує тринадцяту букву англійського алфавіту «М» (мається на увазі маріхуана). Авторство назви гурту приписують дружині Томмі Голла (англ. Tommy Hall), Клементіні (англ. Clementine).

## Список композицій

### Диск перший
1. You're Gonna Miss Me
2. Roller Coaster
3. Splash 1
4. Reverbation (Doubt)
5. Don't Fall Down
6. Fire Engine
7. Thru The Rhythm
8. You Don't Know
9. Kingdom of Heaven
10. Monkey Island
11. Tried to Hide
12. Everybody Needs Somebody to Love
13. Before You Accuse Me
14. You Don't Know
15. I'm Gonna Love You Too
16. You Really Got Me
17. Splash 1
18. Fire Engine
19. Roll Over Beethoven
20. The Word
21. Monkey Island
22. Roller Coaster

* Композиції з 1 по 11 з дебютного альбому гурту «The Psychedelic Sounds of the 13th Floor Elevators»; з 12 по 22 — бутлег запис живого виступу у Сан Франциско 1966 року.

### Диск другий
1. Slip Inside This House
2. Slide Machine
3. She Lives (In a Time of Her Own)
4. Nobody to Love
5. Baby Blue
6. Earthquake
7. Dust
8. Levitation
9. I Had to Tell You
10. Pictures (Leave Your Body Behind)
11. Splash 1
12. Kingdom of Heaven
13. You're Gonna Miss Me
14. She Lives (In a Time of Her Own)
15. Reverbation (Doubt)
16. You're Gonna Miss Me (The Spades)
17. We Sell Soul (The Spades)
18. Fire in My Bones
19. Levitation Blues (Instrumental)
20. Slip Inside This House (Single Edited Version)

* Композиції з 1 по 10 з другого альбому гурту «Easter Everywhere», де 10-й запис називався «Postures (Leave Your Body Behind)»; з 11 по 15 — живий виступ бутлег якості у Техасі 1967 року; композиції 16 і 17 записані складом The Spades; 19-й запис з'являвся у перевиданні «Easter Everywhere» під назвою «Levitation (Instrumental)».

### Диск третій
1. Before You Accuse Me
2. She Lives (In a Time of Her Own)
3. Tried to Hide
4. You Gotta Take That Girl
5. I'm Gonna Love You Too
6. Everybody Needs Somebody to Love
7. I've Got Levitation
8. You Can't Hurt Me Anymore
9. Roller Coaster
10. You're Gonna Miss Me
11. Livin' On
12. Barnyard Blues
13. Till Then
14. Never Another
15. Rose and the Thorn
16. Down by the River
17. Scarlet and Gold
18. Street Song
19. Doctor Doom
20. With You
21. May the Circle Remain Unbroken
22. Wait for My Love
23. Splash 1 (Rocky Erickson & Clementine Hall)
24. Right Now (Rocky Erickson & Clementine Hall)
25. Radio Spot For «Bull of the Woods» Album

* Композиції з 1 по 10 з третього альбому гурту «Live»; композиції з 11 по 21 — з альбому «Bull of the Woods»; записи 23 і 24 — за участі Рокі Еріксона (Rocky Erickson) і дружини Томмі Голла (Tommy Hall), Клементіни Голл (Clementine Hall).